# حزب آمریکا
حزب آمریکا (انگلیسی: America Party) یک حزب سیاسی پیشنهاد شده در ایالات متحده آمریکا است. این حزب اولین بار در ۵ ژوئن ۲۰۲۵ پیشنهاد، و توسط ایلان ماسک در ۵ ژوئیه، پس از اختلاف نظرش با دونالد ترامپ رئیس‌جمهور آمریکا، اعلام شد.

## ایدئولوژی و برنامه
|           | Elon Musk | توییتر |
| @elonmusk |           |        |

             Is it time to create a new political party in America that actually represents the 80% in the middle?

|                                 |     |  |       |       |
| Yes                             | Yes |  | ۸۰٫۴٪ | ۸۰٫۴٪ |
| No                              | No  |  | ۱۹٫۶٪ | ۱۹٫۶٪ |
| 5,630,775 votes · Final results |     |  |       |       |

        June 5, 2025

ماسک اعلام کرده که حزب آمریکا بر کاهش کسری بودجه تمرکز دارد و از محافظه‌کاری مالی این حزب حمایت کرده است. نیت کوهن از نیویورک تایمز بیان کرده که ایدئولوژی این حزب «ممکن است با برچسب‌هایی که منتقدان چپ و راست به آن نسبت داده‌اند قابل شناسایی باشد»، که به ترتیب به نئولیبرالیسم و گلوبالیسم اشاره دارد. به گفتهٔ کوهن، این حزب همچنین از مقررات‌زدایی، تجارت آزاد و مهاجرت نیروی کار با مهارت بالا حمایت می‌کند.

## کارایی انتخاباتی و استراتژی
نیت کوهن، تحلیلگر نیویورک تایمز، اظهار داشت که حزب آمریکا ممکن است در انتخابات ۲۰۲۸ مشروعیت پیدا کند، اگر نارضایتی از سیستم دوحزبی به دلیل شرایط اقتصادی نامطلوب ناشی از سیاست‌های دونالد ترامپ و جو بایدن افزایش یابد. واکس استدلال کرد که ماسک می‌تواند با تمرکز بر کرسی‌های رقابتی در مجلس نمایندگان و سنا، با جلب حمایت ائتلافی از رأی‌دهندگان با گرایش‌های آینده‌پژوه و لیبرترینیسم، در انتخابات ۲۰۲۶ بر حزب جمهوری‌خواه تأثیر منفی بگذارد.

یک نظرسنجی مقدماتی از Quantus Insights در ژوئیه ۲۰۲۵ نشان داد که حدود ۴۰ درصد از آمریکایی‌ها از ماسک در صورت راه‌اندازی یک حزب سیاسی سوم حمایت می‌کنند. چهارده درصد گفتند که «بسیار محتمل» است به آن رأی دهند، ۲۶ درصد «تا حدی محتمل»، در حالی که ۳۸ درصد اعلام کردند که بعید است از آن حمایت کنند و بقیه مطمئن نبودند. این نظرسنجی نشان داد که علاقه زیادی در میان مردان جمهوری‌خواه و نزدیک به نیمی از مردان مستقل وجود دارد، در حالی که رأی‌دهندگان مسن‌تر و دموکرات‌ها تردید بیشتری داشتند.

|           | Elon Musk | توییتر |
| @elonmusk |           |        |

             Independence Day is the perfect time to ask if you want independence from the two-party (some would say uniparty) system!

Should we create the America Party?

|                                 |     |  |       |       |
| Yes                             | Yes |  | ۶۵٫۴٪ | ۶۵٫۴٪ |
| No                              | No  |  | ۳۴٫۶٪ | ۳۴٫۶٪ |
| 1,248,856 votes · Final results |     |  |       |       |

        July 4, 2025

ماسک، که به دلیل تولد در خارج از ایالات متحده واجد شرایط نامزدی برای ریاست‌جمهوری این کشور نیست، هنوز اعلام نکرده که چه کسی رهبری حزب را بر عهده خواهد گرفت. در ژوئیه ۲۰۲۵، او اظهار داشت که حزب آمریکا می‌تواند بر «دو یا سه کرسی سنا» و «هشت تا ده حوزهٔ مجلس نمایندگان» تمرکز کند تا به عنوان «رأی تعیین‌کننده در قوانین بحث‌برانگیز» عمل کند و اراده همگانی را نمایندگی کند. او بعداً پیشنهاد کرد که حزب در انتخابات ۲۰۲۶ شرکت کند و استراتژی خود را به استراتژی ژنرال یونانی اپامینونداس در نبرد لوکترا تشبیه کرد که شامل «نیروی متمرکز در یک مکان دقیق در میدان نبرد» است. او همچنین اعلام کرد که حزب به‌طور جداگانه از دموکرات‌ها و جمهوری‌خواهان فعالیت خواهد کرد و «گفت‌وگوهای قانونی با هر دو حزب» پس از آن انجام خواهد شد.